# Montrozier
Montrozier är en kommun i departementet Aveyron i regionen Occitanien i södra Frankrike. Kommunen ligger  i kantonen Bozouls som ligger i arrondissementet Rodez. År 2022 hade Montrozier 1 748 invånare.

## Befolkningsutveckling
Antalet invånare i kommunen Montrozier
Referens: INSEE